# ایستگاه متروی شاهد (شیراز)
ایستگاه متروی شاهد چهارمین ایستگاه خط ۱ متروی شیراز است که در بلوار شهید چمران ابتدای بلوار شاهد  در ضلع جنوبی رودخانه خشک قرار دارد و با مساحت ۳۴۹۰  مترمربع و عمق ایستگاه ۹/۴ متر از نوع نیمه عمیق (۱طبقه)، سکو طرفین دارای ۳ دروازه ورودی ،خروجی می‌باشد.

## مسیرهای ایستگاه
- بلوار شاهد
- بلوار شهید چمران
- خیابان گلخون
- بلوار نیایش

## محله های ایستگاه
- شاهد
- پشت مله
- منبع آب
- بنیاد نخبگان استان فارس
- بیمارستان شهید چمران